# Plaisance, Gers
 Plaisance  là một xã thuộc tỉnh Gers trong vùng Occitanie tây nam nước Pháp. Xã này có độ cao trung bình 131 mét trên mực nước biển.